# Grójec Mały (Łódź)
Pour les articles homonymes, voir Grójec Mały.
Grójec Mały est une localité polonaise de la gmina de Złoczew, située dans le powiat de Sieradz en voïvodie de Łódź.